# Edmond Machtensstadion
Het Edmond Machtensstadion is het stadion van de Brusselse voetbalclub Daring Brussels. Het is gelegen in de Charles Malisstraat in Sint-Jans-Molenbeek.
Het stadion werd gebouwd door de vroegere Belgische topclub Daring Club de Bruxelles. De ploeg speelde in de jaren 10 van de 20ste eeuw in Jette. Omdat het stadion daar te klein werd voor de duizenden toeschouwers, zocht men naar een nieuwe locatie. Men koos een terrein in Sint-Jans-Molenbeek. Door de Eerste Wereldoorlog raakten de werken pas in 1920 af. Het Daringstadion werd op 12 september 1920 ingewijd met een wedstrijd tegen een andere topclub uit de hoofdstad, Union Sint-Gillis, in het bijzijn van de prinsen Leopold en Karel. Het was een geavanceerd stadion voor die tijd, en de infrastructuur omvatte toen een grote zittribune, een atletiekpiste, een hockeyterrein, tennisterreinen en zelfs een solarium.
Het stadion kreeg in 1939 de naam Oscar Bossaertstadion genoemd, naar Oscar Bossaert, een voormalige topspeler van Daring die voorzitter van de club en burgemeester van Koekelberg was geworden. In het stadion werd op 1 oktober 1944 voor 32.000 toeschouwers een wedstrijd gespeeld tussen België en een selectie van de beste Britse spelers om de Bevrijding te vieren.
In 1965 trad Daring aan in de Beker voor Jaarbeurssteden. Zo werd op 23 september 1965 een eerste Europese match in het stadion gespeeld. AIK Stockholm won er met 1-3. Daring Club de Bruxelles wijzigde in 1970 zijn naam tot Daring Club Molenbeek.
Bij de fusie van Racing White en Daring Molenbeek tot RWDM in 1973 ging de nieuwe fusieclub in het stadion spelen. Het werd toen omgedoopt tot Edmond Machtensstadion, naar burgemeester Edmond Machtens van Molenbeek. Er werd toen een nieuwe verwarmde tribune gebouwd. De inhuldiging gebeurde op 22 augustus 1973 met een uitverkochte wedstrijd tegen Real Madrid. In 1993 werd de oude Daring-tribune aan overkant afgebroken en vervangen door een nieuwe tribune met business seats (tribune 2).
Na het 2001/02 kreeg RWDM geen licentie. De club was in de schulden geraakt en de club en stamnummer 47 werden definitief geschrapt door de Voetbalbond. Een andere ploeg, KFC Strombeek, ging in het Edmond Machtensstadion spelen als FC Brussels, en vanaf 2013 als RWDM Brussels FC. Na de vereffening van deze club in 2014, werd het stadion tot september 2017 gebruikt door R. White Star Bruxelles, die op hun beurt eveneens in vereffening gingen. Sinds 2015 speelt ook het nieuwe RWDM hier zijn thuiswedstrijden.
Op initiatief van burgemeester Philippe Moureaux werd eind 2005 tribune 2 als eerbetoon aan Raymond Goethals herdoopt in de Raymond Goethals-tribune.
Tijdens de zomer van 2022 werden er renovatiewerken uitgevoerd in het stadion. Er werd een nieuwe grasmat aangelegd en de tribunes werden onder handen genomen. 
AFAS-stadion Achter de Kazerne (KV Mechelen) ·
Bosuilstadion (Antwerp FC) ·
Cegeka Arena (KRC Genk) ·
Edmond Machtensstadion (RWDM) ·
Ghelamco Arena (KAA Gent) ·
Guldensporenstadion (KV Kortrijk) ·
Jan Breydelstadion (Cercle Brugge · Club Brugge) ·
Olympisch stadion (Beerschot VA) ·
Florent Beeckmanstadion (FC Dender) ·
King Power at Den Dreef Stadion (OH Leuven) ·
't Kuipje (KVC Westerlo) ·
Lotto Park (RSC Anderlecht) ·
Maurice Dufrasnestadion (Standard Luik) ·
Stade du Pays de Charleroi (Sporting Charleroi) ·
Stayen (STVV)